# Robert Clower
Robert Wayne Clower (13 februari 1926 - 2 mei 2011) was een Amerikaanse econoom. Hij wordt gecrediteerd met het opzetten van de stock-flow analyse in de economie en met belangrijke werken op het gebied van de microgrondslagen van de monetaire theorie en de macro-economie.

## Werken
- 1964. "Monetary History and Positive Economics," Journal of Economic History, 24(3), blz.  364-380
- 1965. "The Keynesian Counter-Revolution: A Theoretical Appraisal," in F.H. Hahn en F.P.R. Brechling, red., The Theory of Interest Rates. Macmillan. herdrukt in Clower, 1987, blz. 34-58.
- 1967. "A Reconsideration of the Microfoundations of Monetary Theory," Western Economic Journal, 6(1), blz. 1-8 (druk +).
- 1973. "Say's Principle: What It Means and Doesn't Mean," met Axel Leijonhufvud, Intermountain Economic Review.
- 1975a. "Reflections on the Keynesian Perplex," Journal of Economics, 35(1), blz.  1[dode link]-25.
- 1975b. "The Coordination of Economic Activities: A Keynesian Perspective," met Axel Leijonhufvud, 1975, American Economic Review. 65(2), pp. 182-188 (druk +).
- 1977. "The Anatomy of Monetary Theory," The American Economic Review, 67(1), blz.  206-212. WP.
- 1978. "The Transactions Theory of the Demand for Money: A Reconsideration", met Peter W. Howitt, 86(3), blz. 449-466 (druk +).
- 1987.  Money and Markets, D.A. Walker, ed. Cambridge. Description and chapter-preview links. Review uittreksel van David Laidler.
- 1988. "The Ideas of Economists," in A. Klamer, D.N. McCloskey en R.M. Solow, ed., The Consequences of Economic Rhetoric, Cambridge. pp. 85-98.
- 1994. "Economics as an Inductive Science," Southern Economic Journal, 60(4), blz. 805-814 (druk +). Presidential address, SEA.
- 1995a. "Axiomatics in Economics," Southern Economic Journal, 62(2), blz. 307-319 (druk +).
- 1995b. "On the Origin of Monetary Exchange," Economic Inquiry, 33(4), pp. 525–36. Abstract
- 1995c. Economic Doctrine and Method: Selected Papers of R.W. Clower, Edward Elgar Publishing. Beschrijving.
- 1996. "Taking Markets Seriously: Groundwork for a Post-Walrasian Macroeconomics", met P.W. Howitt, in David Colander, red., Beyond Microfoundations, pp. 21-37.
- 1999. "Robert W. Clower," in Brian Snowdon en Howard R. Vane, Conversations with Leading Economists: Interpreting Modern Macroeconomics, ch. 6, pp. 177-91.
- 2000.  "The Emergence of Economic Organization," met Peter Howitt, Journal of Economic Behavior & Organization, 41(1), pp. 55-84 (selecteer de pagina en druk press +).